# Wadi Halfa
Wadi Halfa (arab. وادي حلفا) – miasto w północnym Sudanie, na wschodnim brzegu Nilu, nad Jeziorem Nasera, 10 km poniżej drugiej katarakty, w pobliżu granicy z Egiptem. Około 15 tys. mieszkańców. Wcześniejsze miasto o tej samej nazwie istniało w miejscu jeziora i w momencie jego utworzenia zostało przeniesione. Współczesne miasto znajduje się około dwa kilometry od jeziora. Miasto w większości w zabudowie parterowej.

## Transport
Wadi Halfa jest istotnym węzłem transportowym kolei sudańskich w pasażerskim i towarowym ruchu w północnej Afryce. Kończy tam bieg prom z Asuanu i znajduje się stacja początkowa kolei do Chartumu. W mieście jest też nieutwardzone lotnisko, na którym jednak loty zostały zawieszone.